# ميجا مان 7
ميجا مان 7 (بالإنجليزية: Mega Man 7)‏ ، (باليابانية: ロックマン7 宿命の対決!) ، وتنطق شوكومي نو تايكيتسو! ، هي لعبة فيديو إلكترونية من نوع أكشن ومنصات ، أنتجها شركة كابكوم اليابانية سنة 1995م.